# Antonín Liška (pilot)
Antonín Liška (14. července 1911 Hromnice – 3. prosince 1998 Plzeň) byl český generál, armádní pilot, příslušník Royal Air Force v období druhé světové války a spisovatel.

## Život

### Před druhou světovou válkou
Antonín Liška se narodil 14. července 1911 v Hromnici na Plzeňsku. Vystudoval učitelský ústav, poté se stal armádním letcem a vojákem z povolání. Úspěšně absolvoval Vojenskou akademii v Hranicích a letecké oddělení Vojenské akademie v Prostějově. Od roku 1937 sloužil u Leteckého pluku 1 v Hradci Králové. Dosáhl hodnosti poručíka. Oženil se.

### Druhá světová válka
Po německé okupaci opustil Antonín Liška v červenci 1939 Protektorát Čechy a Morava a odešel Polska. V Protektorátu byl nucen zanechat těhotnou manželku, která musela absolvovat četné výslechy a rok věznění. Byl přijat do polského armádního letectva, ale bojů v září 1939 se nezúčastnil. Společně s dalšími padl 19. září do sovětské internace. Po československou vládou vyjednaném propuštění měl být společně s dalšími odeslán do Francie, ale protože v červnu 1940 došlo k jejímu pádu cestoval přes Istanbul, Egypt, Indii a kolem jižní Afriky do Spojeného království, kam dorazil v říjnu 1940. Byl přijat do Royal Air Force a po výcviku zařazen do 1. perutě, později byl přeložen do 312. československé stíhací perutě. Dne 26. června 1942 utrpěl zranění, které mu znemožnilo další operační činnost. Po vyléčení postupně prošel kurzem operačních kontrolorů, stáží u Hlásného sboru a školou dopravního letectva. Do konce druhé světové války pak působil jako styčný důstojník na velitelství dopravního letectva.

### Po druhé světové válce
Po skončení druhé světové války a návratu do Československa pokračoval Antonín Liška v armádní službě u Leteckého dopravního pluku na pozici zástupce a později jeho velitele. Po komunistickém převzetí moci byl v roce 1949 propuštěn z armády, poté pracoval jako prodejce automobilů, rozvozce mléka, parketář, po zlepšení poměrů v konstrukčním útvaru Hutního projektu Plzeň a jako odbytový pracovník v plzeňské Škodovce (tehdy Závody Vladimíra Iljiče Lenina). Ve stejné době v podnikové škole i vyučoval angličtinu. Po pádu komunistického režimu v roce 1989 se zapojil do spolkové činnosti (Český svaz bojovníků za svobodu, Svaz letců České republiky, Letecký historický klub Plzeň). Stal se čestným předsedou aeroklubu v Plzni-Letkově a čestným občanem města Plzně a rodné Hromnice. Spolupracoval se Zdeňkem Svěrákem na přípravě scénáře pro film Tmavomodrý svět. Zemřel 3. prosince 1998 v Plzni, pohřben je v rodné Hromnici.

## Publikační činnost
- 1946 Stíny na obloze: Příběhy ze života československých letců v poslední válce (J. R. Vilímek)
- 1983 Jak se plaší smrt (Naše vojsko, ISBN 80-206-0831-1)
- 1992 Cesty mužů (Sorgend Plzeň, ISBN 80-900707-3-6)

## Ocenění

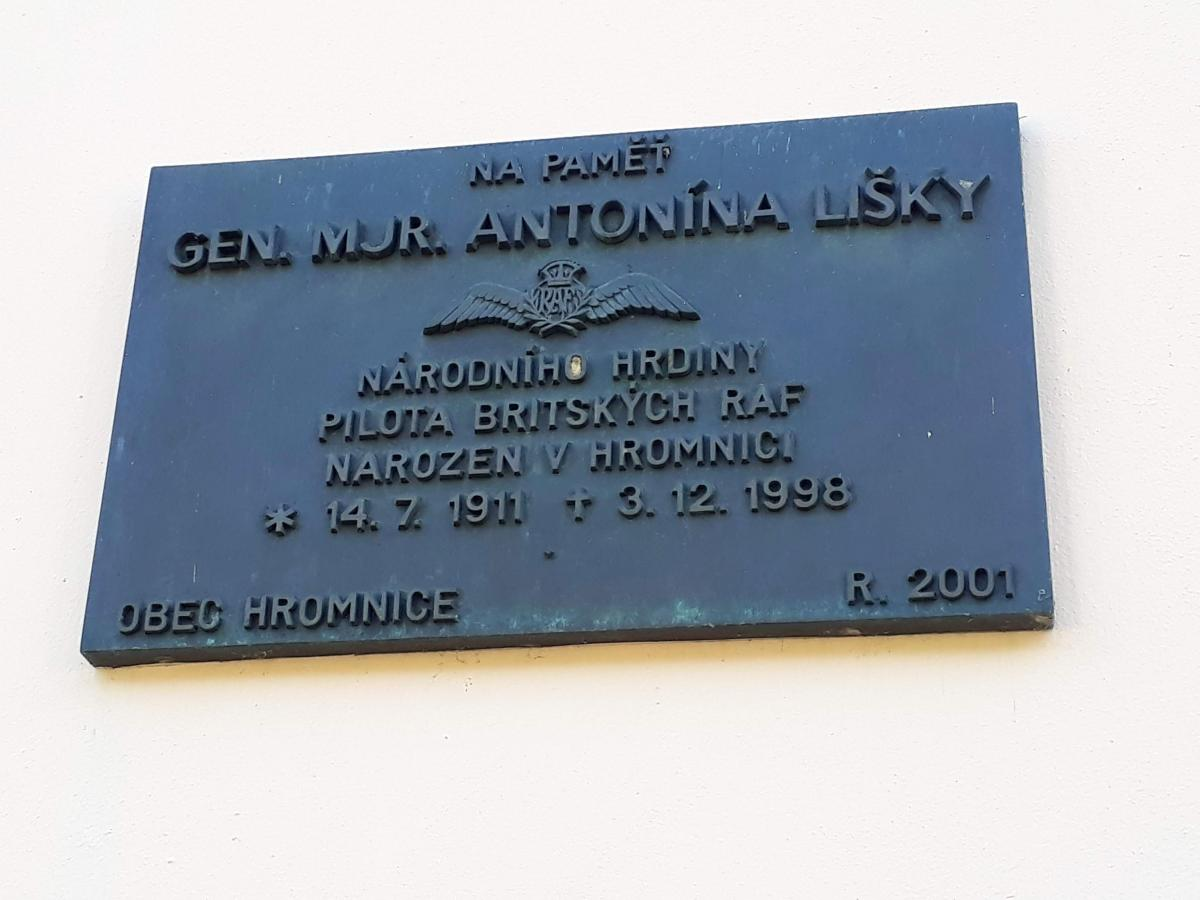
Pamětní deska Antonína Lišky v Hromnici

### Vyznamenání
- Československý válečný kříž 1939
- Historická pečeť města Plzně
- Cena města Plzně

### Posmrtná ocenění
- Antonínu Liškovi byla na domě v plzeňské Mánesově ulici 49, kde žil v letech 1949 až 1998, odhalena pamětní deska[5]
- Antonínu Liškovi byla v roce 2001 v rodné Hromnici odhalena pamětní deska